# Poręba Górska
Poręba Górska – zamknięty w 1999 roku przystanek osobowy w Wierzchosławicach, w gminie Bolków, w powiecie jaworskim, w województwie dolnośląskim, w Polsce. Został otwarty w dniu 1 sierpnia 1899 roku.